# Delirium Tremens (cerveza)

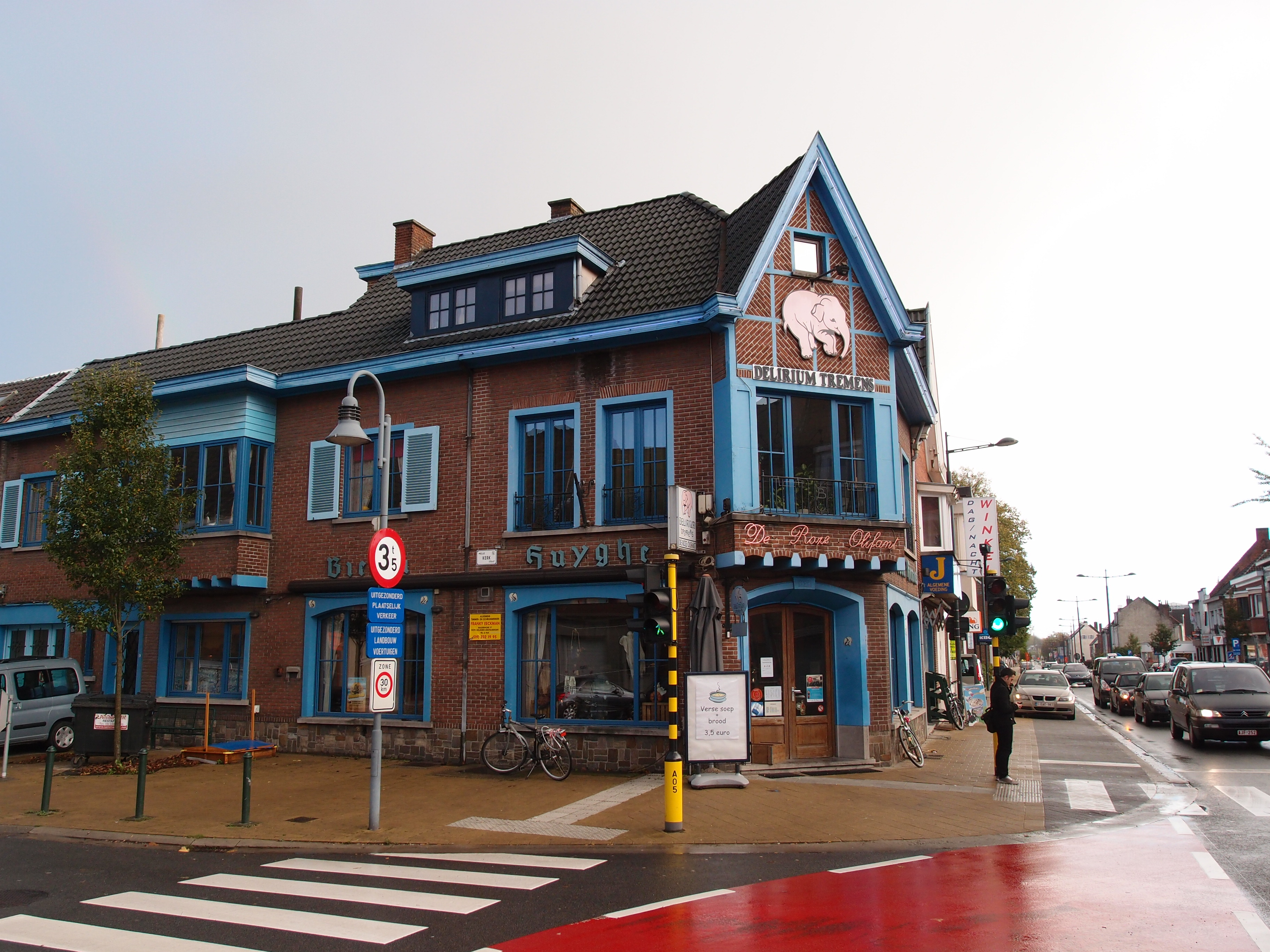
Cervecería Delirium Tremens en Melle, Bélgica.

Delirium Tremens es una marca de cerveza belga pale ale de triple fermentación producida por la cervecería Huyghe en Melle, provincia de Flandes Oriental.
Fue introducida en el mercado en 1989 y nombrada «Mejor cerveza del mundo» en 1998 en el Certamen Mundial de Cerveza de Chicago. Es fácilmente reconocible por su elefante rosa como logotipo y el aspecto de cerámica de su botella.

## Historia
Delirium Tremens se inició el 26 de diciembre de 1989. La cerveza utiliza tres tipos de levaduras y se envasa en una botella de vidrio que está pintada imitando cerámica.
En 1992, se fundó el "Confrerie van de Roze Olifant" (Hermandad del Elefante Rosado) para promover la Delirium Tremens y otras cervezas de Melle.

## Cervezas de temporada y ediciones especiales
- Delirium Noël (10% vol.)
- Delirium Nocturnum (8,5% vol.)
- Delirium Hivernum (8% vol.)
- Delirium Argentum (7,8% vol.)
- Delirium Deliria (8% vol.)

## Premios
Delirium Tremens fue nombrada «Mejor cerveza del mundo» en 1998 en el Certamen Mundial de Cerveza de Chicago, Illinois, Estados Unidos. Stuart Kallen le da el lugar número uno en Las 50 mejores cervezas del mundo.

## Etimología
Delírium tremens es un término en latín que significa «delirio tembloroso», comúnmente conocido como síndrome de abstinencia, que indica una violenta enfermedad inducida por el abuso de alcohol después de la retirada.